# Marnay-sur-Marne
Marnay-sur-Marne é uma comuna francesa na região administrativa de Grande Leste, no departamento de Haute-Marne. Estende-se por uma área de 10,62 km². Em 2010 a comuna tinha 334 habitantes (densidade: 31,5 hab./km²).